# Kettős vámrendszer Magyarországon
Mária Terézia az ipar fejlesztése érdekében a birodalom köré 1754-ben védvámvonalat húzott (első vámhatár). Eltörölte a Lajtán túli területek belső vámjait, ugyanakkor Magyarországon meghagyta a tartományok (Erdély, Temesköz, Horvátország, Magyarország) közötti vámokat, valamint az Ausztria és Magyarország között fennálló vámhatárt (második vámhatár). A belső vámhatárra azért volt szükség, mert a magyar rendek nem voltak hajlandóak lemondani az adómentességükről, a bécsi udvar pedig így próbálta növelni magyarországi adóbevételeit. A rendelkezés erősítette az osztrák–cseh ipar helyzetét, de biztosította a magyar mezőgazdasági termékek piacát is, viszont visszavetette a magyar ipar helyzetét, így Magyarország agrárországgá vált. A vámrendszer 1850-ig maradt érvényben. Céljai közt szerepelt, hogy megakadályozza bármilyen késztermék bevitelét Magyarországra a Habsburg birodalmon kívülről.